# Boekhorst (kasteel)
De Boekhorst (ook: Huis Boekhorst of Kasteel de Boekhorst) was een kasteel in de Nederlandse plaats Noordwijkerhout, provincie Zuid-Holland. Het middeleeuwse kasteel is in de 18e eeuw gesloopt. Het poortgebouw bleef tot eind 19e eeuw in gebruik als woning en is toen eveneens afgebroken.

## Geschiedenis
De Hollandse graaf Floris V gaf in 1272 het landgoed de Boeckhorst in leen aan Boudewijn van Northeke, die er vervolgens een woontoren op liet bouwen. De nazaten van Boudewijn gingen zich naar hun bezit noemen: Van Bouchorst.
In 1491 overleed Balich van der Boekhorst, waarna het kasteel vererfde naar haar zoon Gerrit van Vliet Janszoon (†1553). Hij liet de Boekhorst weer na aan zijn eigen zoon Floris van Woerden van Vliet.

### Bronckhorst
Floris' dochter Anna van Woerden van Vliet (1550-1624) huwde met Andries van Bronckhorst (1550-1621). Na Anna's overlijden ging de Boekhorst naar Willem van Bronckhorst (1568-1635), de halfbroer van Andries. Willem had meerdere bezittingen, waaronder kasteel Rolland, en bewoonde de Boekhorst ook niet zelf. Hij was getrouwd met Maria van Warlusel (1573-1636). Via hun dochters vererfde het slot naar de Vlaamse familie Van Bourgoigne.

### Juridische problemen
In 1707 ontstond een juridisch geschil tussen Schelto Willem van Bronckhorst (†1727) en de erfgenamen van de familie Van Bourgoigne over het eigendom van de Boekhorst. Door een huwelijk van de erfgename Louise Brigitte prinses van Rubempré (1670-1730) in 1704 met Philips François, graaf van Merode-Montfoort, kwam de Boekhorst in bezit van de Vlaamse familie Van Merode. De zaak tussen de diverse erfgenamen kwam echter niet tot een oplossing en sleepte zich zo'n 60 jaar voort.

### Afbraak
In 1733 was het kasteel inmiddels een dermate grote bouwval dat er geen belasting meer op kon worden geheven door het dorpsbestuur. De eigenaren haalden in 1740 de inboedel uit het kasteel en drie jaar later werd het slot afgebroken, met uitzondering van het uit 1603 daterende poortgebouw.

### Nicolaas de Stoppelaar

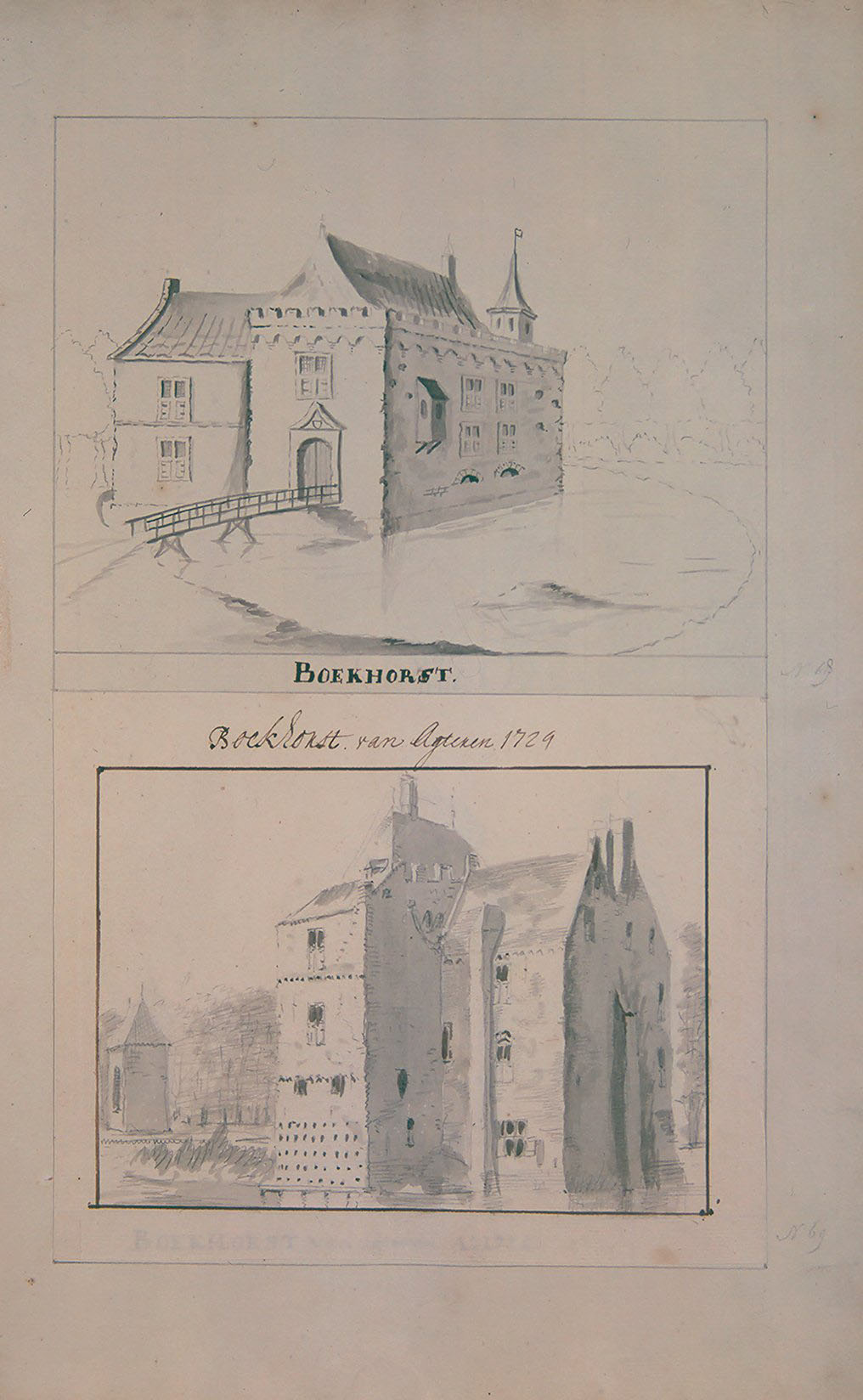
De Boekhorst in 1724 (Atlas Schoemaker)

In 1772 verkocht Maria Josepha, gravin van Merode en prinses van Rubempré, de heerlijkheid en het kasteelterrein voor 16.500 gulden aan Nicolaas de Stoppelaar (1747-1786), maar ze behield zelf de kasteelboerderij Hooge Boekhorst. De Stoppelaar was echter in financiële problemen geraakt en kon het aankoopbedrag niet voldoen, hetgeen tot diverse processen leidde. Pas in 1783 werden kasteel en heerlijkheid daadwerkelijk zijn eigendom. De laatste restanten van de kasteelruïne verdwenen nadat het terrein in 1787 opnieuw was verkocht.

### Bollenteelt
De kasteelboerderij Hooge Boekhorst werd in 1834 door de familie De Merode Westerloo verkocht aan Klaas van den Burg. Het oude poortgebouw werd in 1820 verbouwd tot woning voor een schelpenvissersechtpaar, maar is in 1897 alsnog gesloopt.
Begin 20e eeuw werd het voormalige kasteelterrein omgezet in cultuurland voor de bollenteelt. De zandlaag werd hiertoe afgegraven, de boerderij Hooge Boekhorst werd afgebroken en ook de laatste resten van de kasteelfunderingen zijn opgeruimd.

### Onderzoek
In 1971 zijn nog enkele restanten van het kasteel aangetroffen, waaronder de fundamenten van het poortgebouw. In 2020 is de locatie van het kasteel vastgesteld dankzij geofysisch onderzoek en grondboringen. Hierbij werd ook duidelijk dat er geen sprake meer was van muurresten of funderingen: het kasteel was volledig gesloopt, inclusief de fundamenten, en de grachten waren geheel verdwenen.

## Beschrijving
Het oorspronkelijke kasteel was een omgrachte vierkante woontoren van 12 bij 12 meter groot. De toren telde twee bouwlagen en een kelder en werd afgedekt door een tentdak. Rondom het dak was een weergang met kantelen aangebracht. De woontoren is later aan de noordzijde uitgebreid met een smalle aanbouw en aan de westzijde met een dubbel bouwblok.
Aan de westzijde van het kasteel lag de voorburcht met poortgebouw.
Abbenbroek · Abspoel · Adegeest · Slot Alkemade ·  Altena · Arkelsburg · Bellesteyn · Huis ten Berghe · Binckhorst · Binnenhof · Blijdestein · Te Blotinghe · Boekenburg · Boekhorst · Boshuysen · Bulgersteyn · Burcht (Leiden) · Burcht (Voorne) · Slot Capelle · Coebel · Cranenburg · Crayestein · Cronesteyn · Crooswijk · Develstein · 't Huys Dever · Dirks Steenhuis · Ter Does · Duivenstein · Duivenvoorde · Endegeest · Endepoel · Foreest · Giessenburg · Gravensteen · Groot Haesebroek · 's Heeraartsberg · Hof van Wateringen · Holy · Slot Honingen · Kasteel van de Heren van Arkel · Kasteel van Gouda · Keenenburg · Kasteel Keukenhof · Klein Poelgeest · Huis te Langerak · Langestein · Huis te Liesveld · Ter Lips · De Loo · Madeburcht · Marenburch · Meerburg · Huis te Merwede · Huis ter Mey · Kasteel van der Meye · Niemandsvriend · Noordeloos · Oud-Berendrecht · Oud-Poelgeest · Oud Teylingen · Paddenpoel · Persijn · Groot Poelgeest · Hof van Putten · Puttensteyn · Landgoed De Raephorst · Kasteel Ravesteyn · Kasteel van Rhoon · Rijnegom · Rijnenburg · Huis te Riviere · Rodenburg · Hofstad Rodenrijs · Rodenrijs · Rosenburgh · Huis Roucoop · Santhorst · Schelluinderberg · Schonenburg · Kasteel van Schoonhoven · Souburgh · Spangen · Starrenburg · Huis ter Specke · Steenvoorde · Stenevelt · Slot Teylingen · Den Toll · Torenvliet · Slot Valckesteyn · Huis ter Waard · Warmont · Ter Weer · Hof van Wena · Kasteel Westerbeek · Huis te Woude · Kasteel van IJsselmonde · 't Zand · Huis Zevender · Kasteel aan de Zevender · Zijlhof · Zonneveld · Huis Zuidwijk · Zwieten